# Blues za Saro
Blues za Saro je slovenska detektivska komedija iz leta 1998. 

### Zgodba
Zasebni detektiv Emil Marlovšek (parodija Philipa Marlowea) se lahko pohvali z obilico rešenih primerov pobeglih in izgubljenih psov. Pri delu mu pomagata njegova tajnica Beba in Milivoj, upokojeni oficir Jugoslovanske ljudske armade. 
Nekega večera Emil v baru, kjer občasno igra klavir, naleti na lepo Saro, in se zaljubi na prvi pogled. Naslednje jutro Sara izgine. Kmalu za tem ga obišče prva resna stranka, podjetnik Grubelič, ki pogreša ženo. Emil kmalu spozna, da je to Sara, in jo takoj začne iskati. Odkrije, da jo je mafija pridržala v ujetništvu zaradi sumljivih poslov njenega moža, v katere sta vpletena tudi policijski inšpektor Oman in državni tožilec. Emil, Beba in Milivoj v bliskoviti akciji osvobodijo Saro. Pridejo še do kovčka denarja za nakup orožja.

## Financiranje
Projekt je ocenjen na 93.996.400 tolarjev (392.240 evrov). Podprl ga je Filmski sklad RS (313.792 evrov). Producent je bil Casablanca, koproducent pa RTV SLO. Kolinska je za uporabo lizik znamke Chupa Chups v film vložila okoli milijon tolarjev. Primera umeščanja tržne znamke sta tudi Edina in Hellman's.

## Odziv kritikov in gledalcev

### Kritiki
Ženja Leiler je napisala, da hoče film le zabavati in da mu spodleti prav zaradi tega. Od kriminalke po njenem kljub pestri druščini barab ni ostalo kaj dosti, saj je preveč humorja na prvo žogo in stereotipnih likov, ki zgodbo drobijo na epizode. Prepričali so jo le Šugman v stranski vlogi pijanega taksista Iveka iz Prlekije ter Bojan Emeršič, Vlado Novak in Boris Cavazza, ki dajejo zgodbi nekaj verjetnosti. Blues za Saro je označila za mali TV film, ki je čisto spodoben, vendar si ni zaslužil sredstev filmskega sklada. 

### Obisk v kinu
Film si je ogledalo 25.018 ljudi.

## Zasedba
| - Bojan Emeršič: Emil Marlovšek - Nataša Barbara Gračner: Sara Grubelič - Metka Trdin: tajnica Beba - Ljubiša Samardžić: Milivoj - Boris Cavazza: inšpektor Oman | - Vinci Vogue Anžlovar: mehanik Vinči - Rene Bitorajac: mafijec 1 - Branko Đurić: mafijec 2 - Davor Janjić: mafijec 3 - Vlado Novak: Maks Grubelič | - Jernej Šugman: prekmurski taksist Ivek - Boris Kobal: natakar - Gojmir Lešnjak Gojc: Fredi - Andrej Rozman Roza: voznik tovornjaka - Ivo Ban: Vasilij | - Matjaž Tribušon: državni tožilec - Janez Škof: Henrik - Tina Gorenjak: Ines Kocjančič - Miša Molk |

## Ekipa
- fotografija: Zoran Hochstätter
- glasba: Vojko Sfiligoj
- montaža: Zlatjan Čučkov
- scenografija: Marko Japelj
- kostumografija: Leo Kulaš
- maska: Gabrijela Fleischman
- zvok: Borut Berden in Hanna Preuss Slak

## Nagrade
- Festival slovenskega filma 1999: Stopova nagrada Epizodist leta za stransko vlogo: Jernej Šugman

## Izdaje na nosilcih
- Blues za Saro. videokaseta. [Ljubljana] : Fun video, 1999, p 1998
- Blues za Saro. video DVD. Ljubljana : Slovenski filmski center, 2011. zbirka Novi slovenski film.